# Glorija Kotnik
Glorija Kotnik, née le 1er juin 1989 à Slovenj Gradec, est une snowboardeuse slovène. En 2022, elle remporte une médaille de bronze aux Jeux olympiques d'hiver de 2022.

## Biographie
Lors des Jeux olympiques d'hiver de 2022, Kotnik remporte la médaille d'argent du slalom géant parallèle en snowboard derrière Ester Ledecká et Daniela Ulbing.

## Palmarès

### Jeux olympiques
| Épreuve / Édition | Slalom géant parallèle |
| ----------------- | ---------------------- |
| JO 2022 Pékin     | Bronze                 |

### Coupe du monde
- 1 podium dont 1 victoire.

#### Détails des victoires
| Épreuve / Édition | Slalom parallèle  | Slalom géant parallèle |
| ----------------- | ----------------- | ---------------------- |
| 2022-2023         | Cortina d'Ampezzo |                        |